# Ekholm, Trollhättans kommun
För andra betydelser, se förgreningssidorna Ekholm och Ekholmen.
Ekholm var en medeltida borg på Slottsön i Göta älv i höjd med Stallbacka, i Trollhättans kommun. Idag återstår endast en ruin, benämnd Ekholmens slottsruin.
Slottet är känt från offentliga handlingar från 1378. Det var sannolikt byggt av kung Håkan Magnusson under kriget mot Albrekt av Mecklenburg, och ännu efter mitten av 1400-talet var det säte för fogden över flera kringliggande härader: Väne, Bjärke, Flundre och Vardbo (Valbo), på Dal, samt åtminstone delar av Åse och Viste. Sannolikt var det på Ekholm, som de första bindande underhandlingarna fördes mellan drottning Margareta och Bo Jonsson Grips exekutorer, då ju Algot Magnussons trohetsförsäkran är daterad Ekholm 5 januari 1388.

## Historia
Borgen anses vara anlagd till försvar och administrativt centrum omkring år 1365, tillsammans med Älvsborgs och Forsholms slott av kung Håkan Magnusson. Dess befälhavare kan ha varit marsken Erik Kettilsson Puke vilken omtalas som hövitsman över alla kung Håkans anläggningar runt Vänern och Göta älv. 
Slottet nämns första gången i ett pantbrev från år 1378 som utfärdas in castro ekholm. Handlingen berättar, att Faste Lang, som är skyldig Ragnvald Erengislasson 50 mark pengar, härför pantsätter sitt fäderne- och mödernegods Kaalberga att innan nästkommande 5 januari återlösas med sagda summa i värdeören, varvid en ko skulle räknas för 12 öre, en oxe för 3 mark och en tunna smör för 5 mark. Dokumentet är beseglat av Faste, Peter Magnusson, Johan Larsson och Herman Styfve, borgare i Lödöse stad.
Ekholm uppträder sedan åter i handlingarna år 1388. Drottning Margareta har befunnit sig på Bohus vid nyårstid och ankommit Ekholm tidigt i januari och förhandlat med de svenska stormännen. Den 5 januari utfärdas här ett dokument, där väpnaren och fogden på Opensten och Örestens fästning, Algot Magnusson (Sture), lovar att hålla nämnda slott med län, samt Ekholm till Margaretas stöd när hon så begärde. Därest Margareta skulle dö borde icke dess mindre slotten ifråga lämnas till biskoparne i Roskilde, Ribe och Aarhus samt danska drotsen i Vendelbo. Överlåtelsen av dessa fästen var första steget att göra Margareta till svensk regent och blev signalen att starta resningen mot Albrekt av Mecklenburg. Närvarande som vittnen till brevet var hövitsmannen på Varbergs slott, Jacob Muus, riddaren Abraham Brodersson Tjurhuvud, riddaren Nils Svarte Skåning, väpnaren Sven Pik, bröderna Sune och Sven Sture, samt Magnus Gylta. I februari lämnade Margareta med sitt följe Ekholm och reste mot Oslo.    
Erik Puke tycks ha suttit som slottsfogde på borgen ända till sin död 1396. Han efterträddes då av de båda väpnarna Tord Clausson och Tord Skytte, vilka i en handling år 1397 upplyses vara befälen på Ekholm och Dalaborg.   
Vid slutet av november år 1404 anlände Erik av Pommern till slottet och några veckor senare även Margareta. De befann sig här tillsammans med det norska riksrådet och bröt upp mot Norge omkring februari. Från detta besök på borgen finns endast en handling bevarad och är daterad 21 januari 1405. Dokumentet är bevittnat av den norske riddaren Amund Bolt, föreståndaren för kungens hovhållning Endrid Erlandsson, befälhavaren på Tønsbergs hus Jon Darre, samt väpnarna Svale Remarsson och Sämund Ivarsson, lagman i Viken. 
I Erik av Pommerns skattebok år 1413 omnämns Ekholms län och den vid borgen belägna Trollhätta kvarn, som för räntan allena mal till husens tarf. Dokumentet är det första vari Trollhättan nämns och kvarnen anses varit belägen i Stallbackaströmmen, på Vredens ö eller Bockön. 
År 1418 nämns Beronie Hallandsfarer Oxehufvud vara slottshövitsman på borgen, capitanei Ekholmensis. 
Kung Karl Knutsson beordrade år 1448 borgens iståndsättande inför striderna med Danmark. Möjligen hade den skadats 1434 under Engelbrektsupproret men källor härom saknas. Till hövitsman utsågs Jöns Lage Posse till Tun i Tuns socken.   
Åren 1452-1453 belägrade danskarna under kung Kristian I förgäves Ekholm. Efter detta omnämns ej längre slottet i källorna. När slutligen fästet kom att raseras är okänt men det har säkerligen skett någon gång under fejderna kring Vänern efter 1400-talets mitt fram till början av 1500-talet .

## Ruinen 1550-1868
På en karta från mitten av 1500-talet över området vid Vänerns utlopp i Göta älv av Rasmus Ludvigsson är antecknat vid platsen för Slottsön; Ekholmen hafver varit bygt.
År 1594 skänktes Slottsön med underlydande gårdar, såsom Stallbacka, av kung Sigismund till fältöversten Torsten Lennartsson på Forstena. Marken stannade i släkten tills den åter kom under kronan genom reduktionen 1696. Borgen hade fallit i glömska och när länsman Olof Tolson 1684 sökte platsen för Naglumssunds kungsgård fick han först inget svar, men uti sundet och älven strax nedanför Naglums kyrka ligger en ö, som alltid här kallats Slottsön eller Ekholmen. 
Några år senare beslöt reduktionskommissionen att gräva på Slottsön för att få klarhet i om där funnits en kungsgård; såsom på åtskilliga ställen grovs med järnstörar och spadar, befanns, att högst och västerst på ön, när man fick gravit vid en al, i jorden vara starkt murat med kalk och gråsten, så att det ännu hårt tillhopa med järnstänger sönderbröts, som och allestädes i jorden, var man grov fanns gamla sönderslagna stenar av murtegel och många gamla ben av boskap och kreatur, som allt med jord och väl övervuxet, ehuru några gråstenar sig viste genom jorden, så att man säkert kan befinna, därest varit något murverk och ej heller olikt däromkring varit jordvallar uppkastade och tämligen höga, varande denna platsen, som arbetet anlagt på vid pass 70 alnar lång och 50 bred. Rester av broförbindelse saknades, men ehuru en hop stenar äro invid ön i älven sammankastade. Vidare sökte man detta på fastlandet vid Stallbacka och upptäckte då att där finnes ingropad en plats utur Stallbackaån i älven, men graven nu utav vatten mycket igenvuxen. Denna planen är vid 216 alnar lång och 180 alnar bred, dock nu av tuvor något jämn, men finnes därom stening liggande, såsom tomtning under ett tämlig stort hus.
År 1707 beskriver biskop Benzelius, i sin reseskildring som förvaras på Linköpings bibliotek, att det gamla slottet på en holme i Göta älv var pålat omkring, lätt att gräva i vallarna, fann både tegel och sten av murarna.
Erik Dahlbergh lät göra en avbildning där delar av ett murhörn syns i sin Suecia antiqua. Han namnger det dock felaktigt till Edsborg vilket har givit viss missuppfattning. Han har även gjort en anteckning vid slutet av 1600-talet; Uppå östra sidan om elfven hafver varit konungens stallgård, på norra sidan ladugården, som än idag visa vestigier derefter och bibehålla namnen. Under jorden finnas ock vid denna tid av själfva konungahuset åtskilliga rudera såsom hvalf, murar, vilka nogsamt utvisa, att der varit ett härligt kungshus. Allena jordhögarna samt en del av grafvarna och slottets förborg äro denna tid bibehållna.  
Rhyzelius skriver i sin Svio-Gothia munita från år 1744, efter wallar och skantsningar kunna ännu ses några teken och lemningar.  
På 1790-talet beskriver Eric Tuneld fästet, ’’med skansar och vallar omkring, varefter lämningar av stenmurar ännu synas’’.  
En dagbok som förvaras på kungliga biblioteket och tillhört Carl Gustav Gottfried Hilfeling, berättar för år 1792 att ’’norr ut på Slottsön syntes dälder efter källare och byggnad jämte något av grunden, som med kalk är murat grav, och större tegelsten. Slottsön hör till landshövdingebostället Restad, bebos nu av en fiskare och därpå hittas åtskilliga krigstyg, då jorden plöjes’’. 
Slottsön beboddes under 1770- och 80-talet av styckjunkaren Patrik Rutger Lilljebjelke. År 1811 bodde där en fiskare vilken uppförde en stuga och ladugård inom borgområdet. Samma år skriver lantmätaren Hans Lindskog, att ’’norrut på ön fanns en håla, förmodligen efter en källare och överst ytterligare en fördjupning i marken. Tegelstenar anträffas i jorden, och tvärs över ön gick en mot söder nästan tvärbrant avsättning som efter en förskansning’’. Den på ön inneboende berättade för lantmätaren ’’att några år tidigare hade hörts ett dån i jorden, liksom om några underjordiska gångar hopfallit’’.
Nils Gabriel Djurklou avlade ett besök på Slottsön år 1868 och lämnar följande beskrivning; ’’Av Ekholm, som legat norrut på ön, återstår nu endast grushögar övervuxna med gräs, och utan kostsamma grävningar finnes ingen möjlighet erhålla närmare upplysningar om husets byggnadsstil och grundmurar. På 1740-talet skola dock tydliga lämningar efter förborgen och källaren varit synliga. På öns norra sida växer en hagtornsbuske och under denna, sade man, skulle en drottning ligga begraven. Hon hade, sades det, dödat sig själv eller omkommit, då slottet förstördes av hunahären’’

## Huvudborgen
Ekholms slott var anlagt på en holme i Göta älv som kallas Slottsön, norr om nuvarande Trollhättan och strax söder om nuvarande  Stallbackabron. Slottet låg 2 kilometer nedströms ett viktigt färjeläge över Göta älv som kallades Naglumssund. Här passerade huvudvägen mellan Västergötland mot Dalsland och Norge. Till norska riksgränsen var det bara 10 kilometer och 20 kilometer till den norska staden Uddevalla.
Holmen är 6 meter hög och cirka 200 meter lång. Under medeltiden var holmen betydligt högre och större då älvens vattennivå i omgångar höjts 2,5 meter. De enda tecken på försvarsanläggning som syns ovan jord idag är en brant som begränsar öns centrala platå åt söder. Men på 1680-talet omtalas att uppkastade jordvallar bildade en anläggning med de ungefärliga måtten 40 x 30 meter, samt att murar och tegel fanns i jorden. År 1707 anges att Slottsön omgavs av pålar i vattnet. I modern tid har byggnadsföretag skett på platsen och senast en sommarstuga som dock numera är raserad. 
En undersökning skedde under åren 1964-1967 i ledning av Sune Östling då ett 1300 kvadratmeter stort område blottlades. Man påträffade en murad grund till en kvadratisk byggnad på platåns södra ände. Måtten anges till 7 x 7,5 meter. Rasmassor av tegel och murbruk grävdes fram i stor mängd och byggnaden anses vara ett kärntorn. Norr och öster om den murade grunden fanns enkla stengrunder till trähus. Här påträffades rester av trägolv, kullersten och stampad lera. Ett lager aska och brända stockar tyder på att byggnaderna förstörts genom brand. En mängd pilspetsar grävdes fram som alla hade spetsarna åt samma håll vilket tyder på att anläggningen anfallits. Öns dåliga bevaringsförhållanden gör att organiskt material förutom ben saknas. Över 2500 fynd av ben, tänder och andra djurrester har grävts fram. Fynd av järnföremål är överrepresenterade. En stor mängd slagg talar för borgsmedja som dock ej lokaliserats. Fyndmaterialet av keramik dateras till 1300- och 1400-talet.       

## Förborgar och förbindelser
Från år 1792 finns en uppgift att en bro förde från holmens norra ände via flera andra holmar till fastlandet i nordväst. Dykningar har också bekräftat att det finns en 5 meter bred stensträng i vattnet mellan holmens nordspets och nästa holme i norr. Det antas att före älvens höjdreglering denna stensträng låg över ytan och kunnat användas som broförbindelse. Denna vägbank till fastlandet har haft en sammanlagd längd av 300 meter. Vid det norra landfästet ligger Ladugårdsbyn, vars namn sätts i samband med borganläggningen. 
På fastlandet öster om Slottsön ligger Stallbacka, vars namn också förknippas med borgen. Landfästen för en bro mellan Slottsön och Stallbacka fanns här in på 1800-talet. Här fanns också ett området mellan Stallbackaån och älven som omgavs av en grav så att en plan med måtten 130 x 110 bildades, samt tomtning efter större hus. Det är möjligt att gravarna tillhört Ekholms medeltida befästningsverk eller en belägringsskans, då inga senare anläggningar är kända på platsen.